# Cyclopia montana
Cyclopia montana là một loài thực vật có hoa trong họ Đậu. Loài này được Hofmeyr & E.Phillips miêu tả khoa học đầu tiên.